# Melittommopsis nigra
Melittommopsis nigra is een keversoort uit de familie Lymexylidae. De wetenschappelijke naam van de soort is voor het eerst geldig gepubliceerd in 1955 door Lane.